# Hilmer Motorsport
Hilmer Motorsport è una scuderia tedesca fondata nel 2013 da Franz Hilmer (titolare della Formtech). Il team corre in GP2 Series a partire dal 2013, sostituendo la Ocean. Nel 2014 la Hilmer si schiera anche in GP3 Series con il supporto della Force India al posto della Russian Time, uscita di scena dopo la morte del patron Igor Mazepa.

## Risultati

### Sommario
| Anno | Serie      | Vettura            | Piloti              | N°    | Gare | Vittorie | Pole | Gpv | Punti | Pos. piloti | Pos. squadra |
| ---- | ---------- | ------------------ | ------------------- | ----- | ---- | -------- | ---- | --- | ----- | ----------- | ------------ |
| 2013 | GP2 Series | Dallara-Mecachrome | Conor Daly          | 22    | 2    | 0        | 0    | 0   | 2     | 26°         | 6°           |
| 2013 | GP2 Series | Dallara-Mecachrome | Adrian Quaife-Hobbs | 22    | 10   | 1        | 0    | 0   | 56    | 13°         | 6°           |
| 2013 | GP2 Series | Dallara-Mecachrome | Robin Frijns        | 22-23 | 12   | 1        | 0    | 0   | 47    | 15°         | 6°           |
| 2013 | GP2 Series | Dallara-Mecachrome | Pål Varhaug         | 23    | 4    | 0        | 0    | 0   | 0     | 31°         | 6°           |
| 2013 | GP2 Series | Dallara-Mecachrome | Jon Lancaster       | 23    | 16   | 2        | 0    | 2   | 73    | 11°         | 6°           |
| 2014 | GP2 Series | Dallara-Mecachrome | Daniel Abt          | 11    | 12   | 0        | 0    | 0   | 1     | 23°*        | 12°*         |
| 2014 | GP2 Series | Dallara-Mecachrome | Facu Regalia        | 12    | 8    | 0        | 0    | 0   | 0     | 29°*        | 12°*         |
| 2014 | GP2 Series | Dallara-Mecachrome | Jon Lancaster       | 12    | 4    | 0        | 0    | 0   | 6     | 20°*        | 12°*         |
| 2014 | GP3 Series | Dallara-Mecachrome | Ivan Taranov        | 17    | 2    | 0        | 0    | 0   | 0     | 29°*        | 8°*          |
| 2014 | GP3 Series | Dallara-Mecachrome | Nikolaj Marcenko    | 17    | 2    | 0        | 0    | 0   | 0     | 28°*        | 8°*          |
| 2014 | GP3 Series | Dallara-Mecachrome | Sebastian Balthasar | 17    | 4    | 0        | 0    | 0   | 0     | 31°*        | 8°*          |
| 2014 | GP3 Series | Dallara-Mecachrome | Nelson Mason        | 18    | 8    | 0        | 0    | 0   | 0     | 22°*        | 8°*          |
| 2014 | GP3 Series | Dallara-Mecachrome | Beitske Visser      | 19    | 2    | 0        | 0    | 0   | 0     | 25°*        | 8°*          |
| 2014 | GP3 Series | Dallara-Mecachrome | Riccardo Agostini   | 19    | 6    | 0        | 0    | 0   | 17    | 11°*        | 8°*          |

* Stagione in corso

### GP2 Series in dettaglio
(legenda) (Le gare in grassetto indicano la pole position) (Gare in corsivo indicano Gpv)
| Anno | Telaio  | Motore     | Gomme   | Piloti              | N°      | 1           | 2          | 3           | 4          | 5           | 6          | 7           | 8          | 9          | 10          | 11          | 12          | 13         | 14          | 15         | 16          | 17         | 18         | 19         | 20        | 21          | 22          | Pos. squadra | Punti |
| ---- | ------- | ---------- | ------- | ------------------- | ------- | ----------- | ---------- | ----------- | ---------- | ----------- | ---------- | ----------- | ---------- | ---------- | ----------- | ----------- | ----------- | ---------- | ----------- | ---------- | ----------- | ---------- | ---------- | ---------- | --------- | ----------- | ----------- | ------------ | ----- |
| 2013 | Dallara | Mecachrome | Pirelli | Conor Daly          | 22      | MYS FEA 13  | MYS SPR 7  | BHR FEA     | BHR SPR    | ESP FEA     | ESP SPR    | MON FEA     | MON SPR    | GBR FEA    | GBR SPR     | GER FEA     | GER SPR     | HUN FEA    | HUN SPR     | BEL FEA    | BEL SPR     | ITA FEA    | ITA SPR    | SGP FEA    | SGP SPR   | ABU FEA     | ABU SPR     | 6°*          | 155   |
| 2013 | Dallara | Mecachrome | Pirelli | Adrian Quaife-Hobbs | 22      | MYS FEA     | MYS SPR    | BHR FEA     | BHR SPR    | ESP FEA     | ESP SPR    | MON FEA     | MON SPR    | GBR FEA    | GBR SPR     | GER FEA     | GER SPR     | HUN FEA 18 | HUN SPR Rit | BEL FEA 10 | BEL SPR 3   | ITA FEA 7  | ITA SPR 1  | SGP FEA 22 | SGP SPR 8 | ABU FEA 11  | ABU SPR 21† | 6°*          | 155   |
| 2013 | Dallara | Mecachrome | Pirelli | Robin Frijns        | 22 - 23 | MYS FEA     | MYS SPR    | BHR FEA 21  | BHR SPR 23 | ESP FEA 1   | ESP SPR 2  | MON FEA Rit | MON SPR 15 | GBR FEA 13 | GBR SPR Rit | GER FEA 6   | GER SPR Rit | HUN FEA    | HUN SPR     | BEL FEA 9  | BEL SPR Rit | ITA FEA    | ITA SPR    | SGP FEA    | SGP SPR   | ABU FEA     | ABU SPR     | 6°*          | 155   |
| 2013 | Dallara | Mecachrome | Pirelli | Pål Varhaug         | 23      | MYS FEA 15  | MYS SPR 19 | BHR FEA Rit | BHR SPR 21 | ESP FEA     | ESP SPR    | MON FEA     | MON SPR    | GBR FEA    | GBR SPR     | GER FEA     | GER SPR     | HUN FEA    | HUN SPR     | BEL FEA    | BEL SPR     | ITA FEA    | ITA SPR    | SGP FEA    | SGP SPR   | ABU FEA     | ABU SPR     | 6°*          | 155   |
| 2013 | Dallara | Mecachrome | Pirelli | Jon Lancaster       | 23      | MYS FEA     | MYS SPR    | BHR FEA     | BHR SPR    | ESP FEA 3   | ESP SPR 10 | MON FEA 12  | MON SPR 17 | GBR FEA 5  | GBR SPR 1   | GER FEA 7   | GER SPR 1   | HUN FEA 23 | HUN SPR 18  | BEL FEA    | BEL SPR     | ITA FEA 13 | ITA SPR 17 | SGP FEA 9  | SGP SPR 5 | ABU FEA Rit | ABU SPR Rit | 6°*          | 155   |
| 2014 | Dallara | Mecachrome | Pirelli | Daniel Abt          | 11      | BHR FEA 13  | BHR SPR 13 | ESP FEA Rit | ESP SPR 12 | MON FEA Rit | MON SPR 17 | AUT FEA 17  | AUT SPR 23 | GBR FEA 10 | GBR SPR 11  | GER FEA 20  | GER SPR 15  | HUN FEA    | HUN SPR     | BEL FEA    | BEL SPR     | ITA FEA    | ITA SPR    | RUS FEA    | RUS SPR   | ABU FEA     | ABU SPR     | 12°*         | 7*    |
| 2014 | Dallara | Mecachrome | Pirelli | Facu Regalia        | 12      | BHR FEA Rit | BHR SPR 20 | ESP FEA Rit | ESP SPR 17 | MON FEA Rit | MON SPR 21 | AUT FEA Rit | AUT SPR 24 | GBR FEA    | GBR SPR     | GER FEA     | GER SPR     | HUN FEA    | HUN SPR     | BEL FEA    | BEL SPR     | ITA FEA    | ITA SPR    | RUS FEA    | RUS SPR   | ABU FEA     | ABU SPR     | 12°*         | 7*    |
| 2014 | Dallara | Mecachrome | Pirelli | Jon Lancaster       | 12      | BHR FEA     | BHR SPR    | ESP FEA     | ESP SPR    | MON FEA     | MON SPR    | AUT FEA     | AUT SPR    | GBR FEA 22 | GBR SPR 13  | GER FEA Rit | GER SPR 5   | HUN FEA    | HUN SPR     | BEL FEA    | BEL SPR     | ITA FEA    | ITA SPR    | RUS FEA    | RUS SPR   | ABU FEA     | ABU SPR     | 12°*         | 7*    |

* Stagione in corso

### GP3 Series in dettaglio
(legenda) (Le gare in grassetto indicano la pole position) (Gare in corsivo indicano Gpv)
| Anno | Telaio  | Motore     | Gomme   | Piloti              | N° | 1           | 2           | 3           | 4            | 5          | 6           | 7          | 8          | 9       | 10      | 11      | 12      | 13      | 14      | 15      | 16      | 17      | 18      | Pos. squadra | Punti |
| ---- | ------- | ---------- | ------- | ------------------- | -- | ----------- | ----------- | ----------- | ------------ | ---------- | ----------- | ---------- | ---------- | ------- | ------- | ------- | ------- | ------- | ------- | ------- | ------- | ------- | ------- | ------------ | ----- |
| 2014 | Dallara | Mecachrome | Pirelli | Ivan Taranov        | 17 | ESP FEA 22† | ESP SPR 20  | AUT FEA     | AUT SPR      | GBR FEA    | GBR SPR     | GER FEA    | GER SPR    | HUN FEA | HUN SPR | BEL FEA | BEL SPR | ITA FEA | ITA SPR | RUS FEA | RUS SPR | ABU FEA | ABU SPR | 8°*          | 17*   |
| 2014 | Dallara | Mecachrome | Pirelli | Nikolaj Marcenko    | 17 | ESP FEA     | ESP SPR     | AUT FEA 19  | AUT SPR N.P. | GBR FEA    | GBR SPR     | GER FEA    | GER SPR    | HUN FEA | HUN SPR | BEL FEA | BEL SPR | ITA FEA | ITA SPR | RUS FEA | RUS SPR | ABU FEA | ABU SPR | 8°*          | 17*   |
| 2014 | Dallara | Mecachrome | Pirelli | Sebastian Balthasar | 17 | ESP FEA     | ESP SPR     | AUT FEA     | AUT SPR      | GBR FEA 22 | GBR SPR Rit | GER FEA 24 | GER SPR 21 | HUN FEA | HUN SPR | BEL FEA | BEL SPR | ITA FEA | ITA SPR | RUS FEA | RUS SPR | ABU FEA | ABU SPR | 8°*          | 17*   |
| 2014 | Dallara | Mecachrome | Pirelli | Nelson Mason        | 18 | ESP FEA 17  | ESP SPR Rit | AUT FEA 14  | AUT SPR 16   | GBR FEA 25 | GBR SPR 12  | GER FEA 16 | GER SPR 14 | HUN FEA | HUN SPR | BEL FEA | BEL SPR | ITA FEA | ITA SPR | RUS FEA | RUS SPR | ABU FEA | ABU SPR | 8°*          | 17*   |
| 2014 | Dallara | Mecachrome | Pirelli | Beitske Visser      | 19 | ESP FEA 19  | ESP SPR 15  | AUT FEA     | AUT SPR      | GBR FEA    | GBR SPR     | GER FEA    | GER SPR    | HUN FEA | HUN SPR | BEL FEA | BEL SPR | ITA FEA | ITA SPR | RUS FEA | RUS SPR | ABU FEA | ABU SPR | 8°*          | 17*   |
| 2014 | Dallara | Mecachrome | Pirelli | Riccardo Agostini   | 19 | ESP FEA     | ESP SPR     | AUT FEA Rit | AUT SPR 11   | GBR FEA 6  | GBR SPR 5   | GER FEA 9  | GER SPR 8  | HUN FEA | HUN SPR | BEL FEA | BEL SPR | ITA FEA | ITA SPR | RUS FEA | RUS SPR | ABU FEA | ABU SPR | 8°*          | 17*   |

* Stagione in corso